# Георги Сталев Поповски
Георги Сталев Поповски (на македонска литературна норма: Георги Сталев Поповски) е поет, прозаист, драматург, преводач и научен работник от Северна Македония.

## Биография
Роден е на 22 април 1930 година във Витолища, тогава в Югославия. Негов баща е писателят Стале Попов. Георги Сталев Поповски завършва Философския факултет на Скопския университет. Член е на Дружество на писателите на Македония от 1956 година и на Македонския ПЕН център. Става доктор на филологическите науки и работи като университетски професор. Редактор е дълги години на списание „Современост“.

## Творчество
- Смев на крвта (роман, 1960),
- Преглед на македонската литература от 19 век (1963),
- Гороломник пред својот крст (поезия, 1968),
- Македонскиот верс (студия, докторска дисертация, 1970),
- Зелени гранчиња лаври (роман за деца и юноши, 1971),
- Болен Дојчин (драма в стихове, 1971),
- Ангелина (драма в стихове, 1972),
- Девет портрети од светската книжевност (1974),
- Приближувања I (есета и огледи, 1974),
- Расколникот од Хетини-Џинот (драма в стихове, 1975),
- Самуил (драма в стихове, 1980),
- Приближувања II (есета и огледи, 1983),
- Вториот Омир (поема, 1988),
- Бесоница (поема, 1993),
- Последните сто години македонска книжевност (студия, 1994),
- Едно можно читање на Рациновите „Бели мугри“ (студия, 1994),
- Јас Константин Македонијата (поезия, 1996),
- Маски (поезия, 1998)
- Мала антологија на француската поезија (1964),
- Антологија на француската поезија од нејзините почетоци до ХХ век (1977),
- Антологија македонске критике (на сръбски език, 1978),
- Мртвите не умреле во нас (антология на руската поезия от XIX век, 2000).

Носител е на наградите: „Климент Охридски“, „13 ноември“, „Златен венец“ на фестивала в Сараево, Медал от Фонда на Лермонтов – Москва, „Григор Пърличев“ и „Кирил Пейчинович“.